# Kamil Rohan
Kamil Josef Idesbald Filip Rohan, vévoda z Montbazonu a Bouillonu, kníže z Guéméné a Rochefortu, francouzsky Camille Joseph Idesbald Philippe (19. prosince 1800 Brusel – 13. září 1892 Sychrov) byl původem francouzský šlechtic z rodu Rohanů, který se ve svých šestnácti letech dostal do Habsburské monarchie a zde získal inkolát.

## Život
Pocházel z větve Rohan-Rocherfort, ale byl roku 1833 adoptován svým strýcem „princem Louisem“ (1768–1836) se svým mladším bratrem Benjaminem do hlavní větve Rohan-Guéméné a po vymření této větve se stal hlavou rodu. Sídlil v Čechách, kde zdědil panství Svijany a koupil Český Dub a Lomnici nad Popelkou (panství poté dal pod fideikomis). Sám pak přebýval na zámku Sychrov, který novogoticky přestavěl, a v malostranském Rohanském paláci. 28. května 1826 se oženil s Adelheid z Löwenstein-Wertheim-Rosenbergu, manželství ale zůstalo bezdětné a další hlavou rodu se tak stal Kamilův prasynovec Alain (1853–1914).
Proslul jako lidumil a mecenáš, zaměřoval se na botaniku, v Praze vedl Českou společnost pro zvelebení zahradnictví a u svého sychrovského zámku výrazně přebudoval park v anglickém stylu. Za svůj život získal řadu ocenění, bylo mu uděleno čestné občanství hl. m. Prahy (1861), Řád zlatého rouna, velkokříž Leopoldova řádu, byl také dědičným členem panské sněmovny.
Dokladem jeho hospodářské dalekozrakosti, ale i odpovědnosti vůči budoucnosti rodiny byl fakt, že roku 1859 nechal svůj majetek zapsat jako fideikomisní, což znamenalo, že se nemohl prodat, ale pouze zdědit následující hlavou rodu. Rohanové zřídili i vlastní železárnu v Jesenném. Kamil z Rohanu byl v padesátých letech 19. století podílníkem stavby liberecko-pardubické železnice, jejíž součástí se stala stavba monumentálního viaduktu přes údolí říčky Mohelky a dlouhý tunel mezi Doubím a Sychrovem.
Ve stáří se stal Kamil z Rohanu pro svůj poněkud konzervativní způsob života, styl oblékání i názory, takřka legendární postavou v zemi. V roce 1890 utrpěl mozkovou mrtvici a již se nikdy zcela nezotavil. Zemřel 13. září 1892 na Sychrově.
Spolu s manželkou je pohřben v rodové hrobce při kostele Nejsvětější Trojice v Loukově.